# スノーボード・ワールドカップ
スノーボード・ワールドカップ（FIS Snowboard World Cup）は国際スキー連盟が1994年から実施している世界選手権、オリンピックと並ぶ重要な大会である。

## 概要
W杯は種目別にて行われ、ハーフパイプ（HP）、スノーボードクロス（SX）、アルパイン（AL）、スロープスタイル（SS）、ビッグエア（BA）の4種目で行われる。各大会の順位得点は下記のとおり。
| 順位 | 1    | 2   | 3   | 4   | 5   | 6   | 7   | 8   | 9   | 10  | 11  | 12  | 13  | 14  | 15  |
| 得点 | 1000 | 800 | 600 | 500 | 450 | 400 | 360 | 320 | 290 | 260 | 240 | 220 | 200 | 180 | 160 |

| 順位 | 16  | 17  | 18  | 19  | 20  | 21  | 22 | 23 | 24 | 25 | 26 | 27 | 28 | 29 | 30 |
| 得点 | 150 | 140 | 130 | 120 | 110 | 100 | 90 | 80 | 70 | 60 | 50 | 45 | 40 | 36 | 32 |

## 歴代日本人総合優勝者
- 青野令(HP)
- 今井メロ(HP)
- 山岡聡子(HP)
- 角野友基（SS）
- 鬼塚雅(SS)

## 日本での開催
1995年2月にアルツ磐梯スキー場で初めて大回転とハーフパイプが開催された。他に開催実績があるスキー場としては、富良野スキー場、サンタプレゼントパーク・マロースゲレンデ、高鷲スノーパーク、さっぽろばんけいスキー場などがある。